# Die Familie (2017)
Die Familie (englischer Titel Under the Family Tree) ist ein deutscher Fernsehfilm von Constanze Knoche. Die Uraufführung des Films war am 8. Oktober 2017 beim Filmfest Hamburg, die Erstausstrahlung am 23. Oktober 2017 im Rahmen der ZDF-Reihe „Stunde des Bösen“.

## Handlung
Die 16-jährige Isabell macht ihrer alleinerziehenden Mutter Jule das Leben schwer. In den Sommerferien schickt sie Isabell daher zum Selbstfindungsseminar des Therapeutenehepaars Einar und Meret ins polnische Eulengebirge.
Isabell hat keine Motivation und will die Gruppentherapie einfach über sich ergehen lassen, doch bald kann sie sich dem Wir-Gefühl der Gemeinschaft nicht mehr entziehen. Sie versteht sich immer besser mit Einar und fühlt sich von dem deutlich älteren Mann angezogen. Als Saskia, eine andere Teilnehmerin, tot im Wald aufgefunden wird, beginnt für Isabell jedoch ein Albtraum.

## Hintergrund
Der Film entstand im Auftrag von ZDF – Das kleine Fernsehspiel in polnischer Ko-Produktion. Die Dreharbeiten erfolgten vom 7. Juli 2016 bis 13. August 2016 vor allem an Originalschauplätzen im Eulengebirge.
Im Jahr 2018 lief der Film im Wettbewerb des Filmfestivals Türkei/Deutschland und erhielt dort den Preis für die Beste Hauptdarstellerin (Stephanie Amarell). Beim Deutschen Schauspielpreis 2018 erhielt Amarell zudem eine Nominierung in der Kategorie „Nachwuchs“.

## Kritik
Der Filmdienst urteilte, das „postpubertäre Seelendrama mischt Schauermärchenmotive und erotische Metaphern in die Handlung und spielt wie ein Thriller mit Mehrdeutigkeiten und Unschärfen“. Der Film sei „beunruhigend vieldeutig[…], perfekt besetzt und filmästhetisch auf hohem Niveau“.